# Moyon
Moyon ist eine Ortschaft und eine ehemalige französische Gemeinde mit 1.098 Einwohnern (Stand: 1. Januar 2022) im Département Manche in der Region Normandie. Die Einwohner werden Moyonnais genannt.
Mit Wirkung vom 1. Januar 2016 wurden die früheren Gemeinden Moyon, Chevry und Le Mesnil-Opac zu einer Commune nouvelle mit dem Namen Moyon Villages fusioniert und haben in der neuen Gemeinde den Status einer Commune déléguée. Der Verwaltungssitz befindet sich im Ort Moyon.

## Geographie
Der Ort liegt etwa zwölf Kilometer südsüdwestlich von Saint-Lô.

## Bevölkerungsentwicklung
| Jahr                      | 1962 | 1968 | 1975 | 1982 | 1990 | 1999 | 2006  | 2013  |
| Einwohner                 | 884  | 824  | 712  | 672  | 673  | 894  | 1.056 | 1.132 |
| Quelle: Cassini und INSEE |      |      |      |      |      |      |       |       |

## Sehenswürdigkeiten

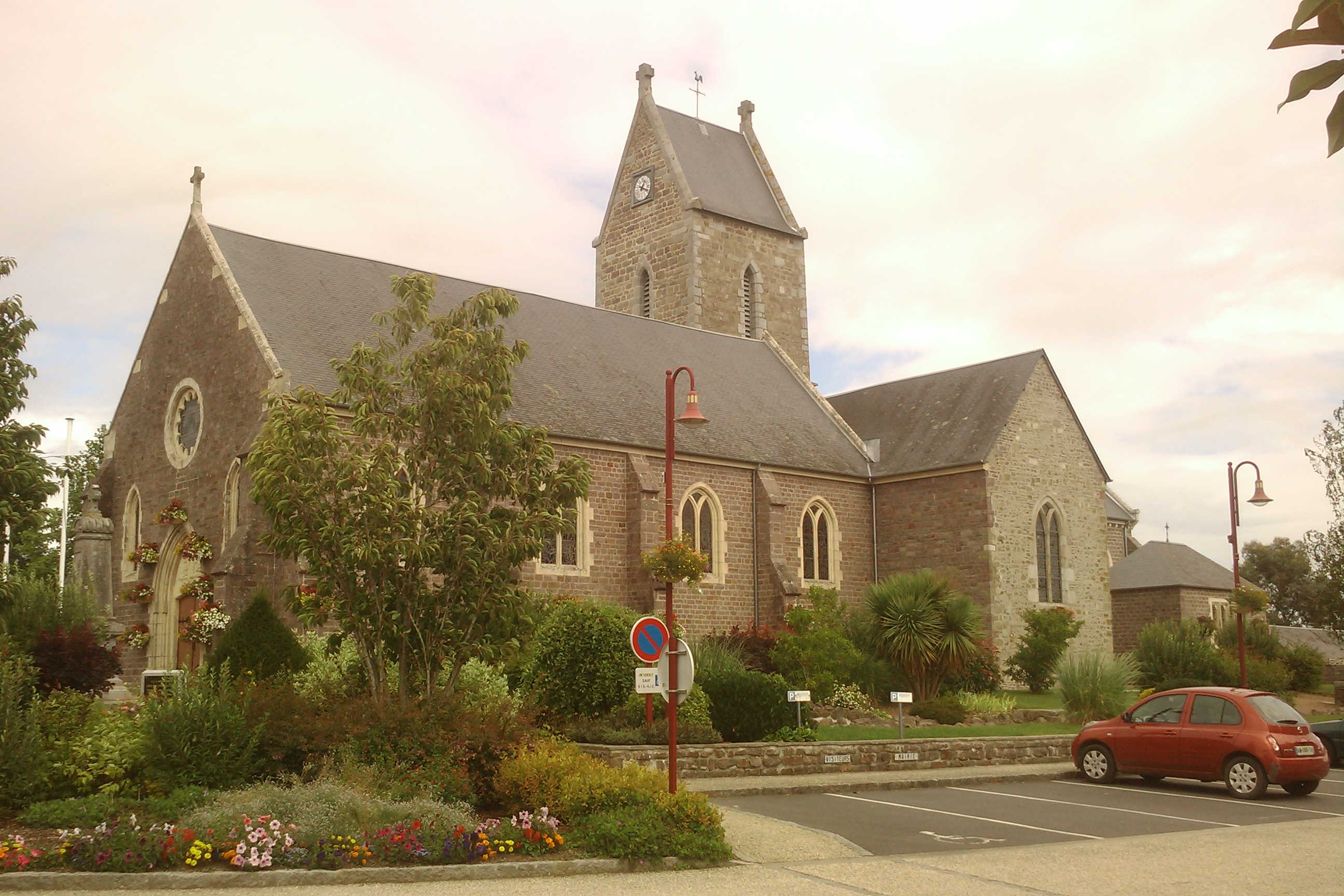
Kirche Saint-Germain

- Kirche Saint-Germain aus dem 19. Jahrhundert
- Wallburg